# Princesa mecánica
Princesa mecánica es la última novela de la trilogía de Cazadores de Sombras: Los orígenes, escrito por la autora estadounidense Cassandra Clare. La división Margaret K. McElderry Books de la editorial Simon & Schuster publicó su primera edición el 19 de marzo de 2013. La novela, ambientada en un Londres victoriano ficticio, continúa con la historia de Tessa Gray, quien debe tomar las decisiones para salvar a los cazadores de sombras del peligro que los acecha; paralelamente se encuentra metida en un triángulo amoroso con Will Herondale y Jem Carstairs.

## Sinopsis
Tessa Gray debería ser feliz - ¿no lo son todas las novias? Mientras se va preparando para su boda, una red de sombras empieza a ceñirse sobre los cazadores de sombras del Instituto de Londres. Un nuevo demonio aparece, uno ligado por sangre y a los secretos de Mortmain, el hombre que planea usar a su ejército de autómatas despiadados, los Artefactos Infernales, para destruir a los cazadores de sombras. Mortmain necesita solo un último objeto para completar su plan. Necesita a Tessa. Tessa sabe que Axel Mortmain, el Magister, va a por ella, pero no dónde o cuándo va a atacar. Charlotte Branwell, la directora del Instituto de Londres, está desesperada para encontrar a Mortmain primero. Y Jem y Will, los chicos que reclaman el corazón de Tessa por igual, harán cualquier cosa para salvarla. Aunque Tessa y Jem ahora estén comprometidos, y Will sabe que debería forzarse a encontrar a otra persona por la que preocuparse, está más enamorado de ella que nunca. En las últimas palabras de la muerte de un cazador de sombras reside la pista que podría conducir a Tessa y a sus amigos hasta Mortmain. Pero los cazadores de sombras del Instituto de Londres no pueden hacerlo solos, y en su país Idris, el cuerpo de la Clave dudan de sus peticiones que Mortmain vaya a por ellos. Desertados por aquellos que deberían ser sus aliados y con sus enemigos acercándose, los cazadores de sombras se encuentran atrapados cuando Mortmain tiene la medicina que es todo lo que mantiene a Jem con vida. Con su mejor amigo en las puertas de la muerte está en manos de Will arriesgar todo para salvar a la persona que ambos aman. Para comprarle tiempo a Will, el brujo Magnus Bane se une con Henry Brandwell para crear un artificio que podría ayudarles a ganar contra el Magister. Mientras que quienes quieren a Tessa trabajan para salvarla, y el futuro de los cazadores de sombras que reside con ella, Tessa se da cuenta de que la única persona que puede salvarla es ella misma – cuando descubra su propia naturaleza verdadera, Tessa empieza a aprender que es más poderosa de lo que podría haber soñado jamás. ¿Pero puede una sola chica, incluso una que puede dominar el poder de los ángeles, enfrentarse a un ejército entero?
Peligro y traición, secretos y magia, y los hilos enredados del amor y la pérdida se entrelazan mientras los cazadores de sombras son empujados al borde de la destrucción en el final de infarto de la trilogía de Los orígenes.